# Kościół Nawiedzenia Najświętszej Maryi Panny w Miastkowie Kościelnym
Kościół Nawiedzenia Najświętszej Maryi Panny w Miastkowie Kościelnym – rzymskokatolicki kościół parafialny należący do dekanatu Żelechów diecezji siedleckiej.
Świątynia murowana została wzniesiona w XV wieku i ufundowana przez Prażmowskich. Na przełomie XVI i XVII wieku została zniszczona przez pożar, dzięki funduszom Jana Lasockiego, kasztelana zakroczymskiego została wtedy odrestaurowana. W latach 1901–1903 została powiększona i przebudowana z wykorzystaniem murów kościoła z XVI wieku według projektu budowniczego Tadeusza Czerwińskiego. Prace polegały na podwyższeniu murów, przedłużeniu nawy w stronę zachodnią, wybudowaniu wieży, kaplicy od strony południowej a także zakrystii i skarbca z sienią przy kaplicy północnej, sklepień oraz oblicowaniu murów. Z dawnej świątyni gotyckiej zachowały się: mury wschodniej część nawy, prezbiterium a także kaplica od strony południowej, wzniesiona na planie prostokąta, nakryta sklepieniem krzyżowym.
Jest to budowla orientowana, neogotycka, konsekrowana w 1904 roku przez biskupa Franciszka Jaczewskiego. Do wyposażenia kościoła należy renesansowa płyta nagrobna Jana Prażmowskiego, właściciela Miastkowa Kościelnego, pochodząca z końca XVI wieku.